# Théoriciens du communisme

## Précurseurs du socialisme

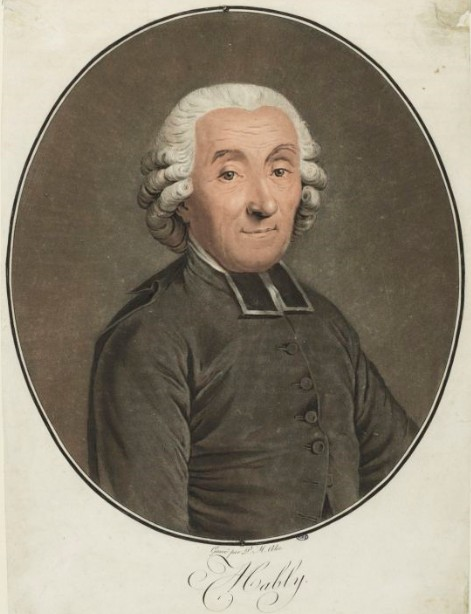
Gabriel Bonnot de Mably,
(musée de la Révolution française).

- Thomas More
- Jean Meslier
- Étienne-Gabriel Morelly
- Gabriel Bonnot de Mably
- Léger Marie Deschamps

## Communistes pré-marxistes
- Gracchus Babeuf
- Auguste Blanqui
- Sylvain Maréchal
- Étienne Cabet
- Richard Lahautière
- Wilhelm Weitling
- Moses Hess

## Communistes marxistes
- Georges Politzer
- Amadeo Bordiga
- Nikolaï Boukharine
- Alexandre Chliapnikov
- Friedrich Engels
- Paul Frolich
- Herman Gorter
- Antonio Gramsci
- Mansoor Hekmat
- Alexandra Kollontai
- Karl Korsch
- Antonio Labriola
- Paul Lafargue
- Vladimir Ilitch Lénine
- Abraham Léon
- Karl Liebknecht
- Georg Lukács
- Rosa Luxemburg
- Ernest Mandel
- Mao Zedong
- Herbert Marcuse
- Karl Marx
- Anton Pannekoek
- David Riazanov
- Maximilien Rubel
- Joseph Staline
- Boris Souvarine
- Léon Trotsky
- Clara Zetkin

## Communistes marxistes libertaires
- Daniel Guérin
- Pierre Monatte

## Communistes libertaires
- Piotr Archinov
- Michel Bakounine
- Alexandre Berkman
- Camillo Berneri
- Murray Bookchin
- Carlo Cafiero
- Sébastien Faure
- Emma Goldman
- Pierre Kropotkine
- Errico Malatesta
- Nestor Makhno
- Louise Michel
- Abel Paz
- Jean Grave
- Élisée Reclus
- Voline